# Avdéievka (Primórie)
|  | Per a altres significats, vegeu «Avdéievka». |

Avdéievka (en rus: Авдеевка) és un poble del krai de Primórie, a l'Extrem Orient de Rússia, que en el cens del 2010 tenia 555 habitants.